# كيث جونسون (عسكري)
كيث جونسون (بالإنجليزية: Keith Johnson)‏ هو عسكري أسترالي، ولد في 28 ديسمبر 1894 في بادينغتون ‏ في أستراليا، وتوفي في 19 أكتوبر 1972 في سيدني في أستراليا.